# 11193 Mérida
(11193) Mérida, denumire internațională (11193) Merida, este un asteroid din centura principală de asteroizi.

## Descriere
11193 Mérida este un asteroid din centura principală de asteroizi. A fost descoperit pe 11 decembrie 1998 la Mérida de Orlando A. Naranjo Villarroel. Asteroidul prezintă o orbită caracterizată de o semiaxă mare de 3,20 ua, o excentricitate de 0,15 și o înclinație de 2,4° în raport cu ecliptica.